# Widnes
Widnes är en stad i kommunen Halton, i Cheshire, i England. Orten har 55 686 invånare (2001).